# فيكتور هاينين
فيكتور هاينين (بالفرنسية: Victor Heinen)‏ هو لاعب كرة قدم لوكسمبورغي، ولد في 11 يونيو 1931، وتوفي في 2008.

## وصلات خارجية
- فيكتور هاينين على موقع قاعدة بيانات كرة القدم.إي يو (الإنجليزية)
- فيكتور هاينين على موقع عالم كرة القدم.نت (الإنجليزية)